# Eviota singula
Eviota singula, tên thông thường là one-spot dwarfgoby, là một loài cá biển thuộc chi Eviota trong họ Cá bống trắng. Loài này được mô tả lần đầu tiên vào năm 2016.

## Từ nguyên
Danh pháp của E. singula trong tiếng Latinh có nghĩa là "một", ám chỉ vết đốm sẫm trên xương chẩm của loài cá này.

## Phạm vi phân bố và môi trường sống
E. singula được tìm thấy ở ngoài khơi Palau và quần đảo Raja Ampat (Indonesia). Các mẫu vật của loài cá này đã được thu thập gần các rạn san hô ở độ sâu khoảng từ 7 đến 40 m.

## Mô tả
Chiều dài cơ thể tối đa được ghi nhận ở E. singula là 1,2 cm. Đầu và thân có màu đỏ với những chấm trắng (là viền của vảy) tạo thành các sọc trắng trên cơ thể. Gáy màu đỏ sẫm; vùng chẩm có đốm đen đặc trưng. Gốc vây ngực có đốm trắng. Mống mắt màu đỏ với các vạch đen bao quanh đồng tử. Vùng đầu có các mảng màu đỏ, cam và vàng. Vây lưng có gốc màu đỏ, các gai và tia màu đỏ với các vùng trắng cách đều nhau. Vây ngực, vây hậu môn và vây đuôi màu đỏ với những chấm trắng nhỏ rải rác.
Số gai ở vây lưng: 7; Số tia vây ở vây lưng: 8; Số gai ở vây hậu môn: 1; Số tia vây ở vây hậu môn: 8; Số tia vây ở vây ngực: 15 - 16.